# Partenone (Nashville)

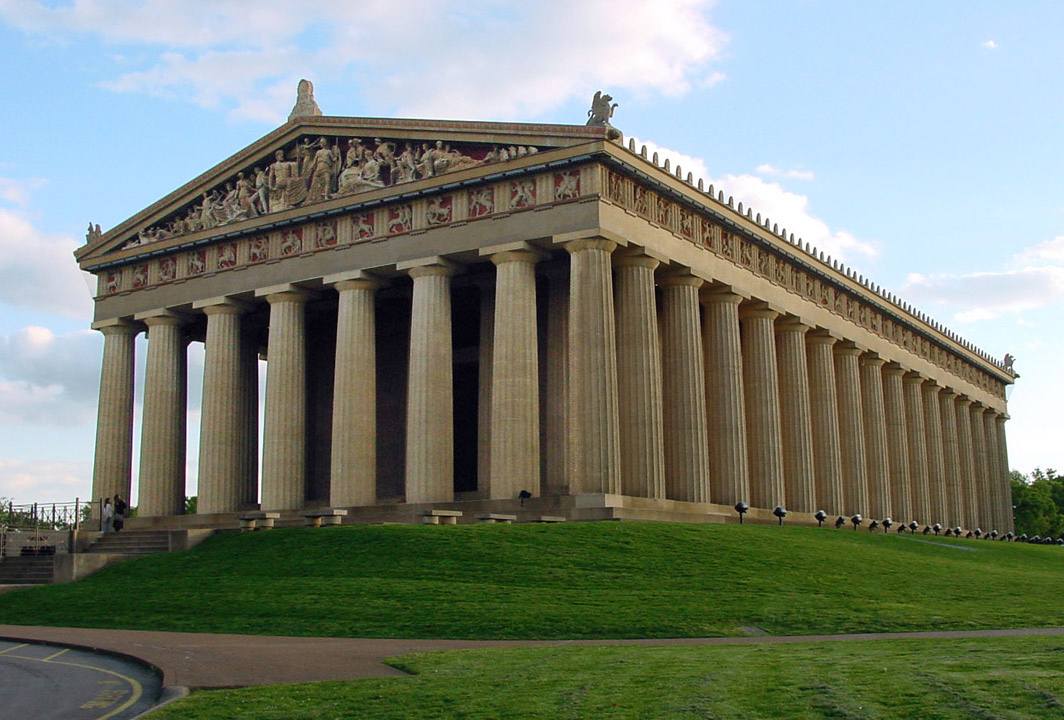
Il Partenone di Nashville

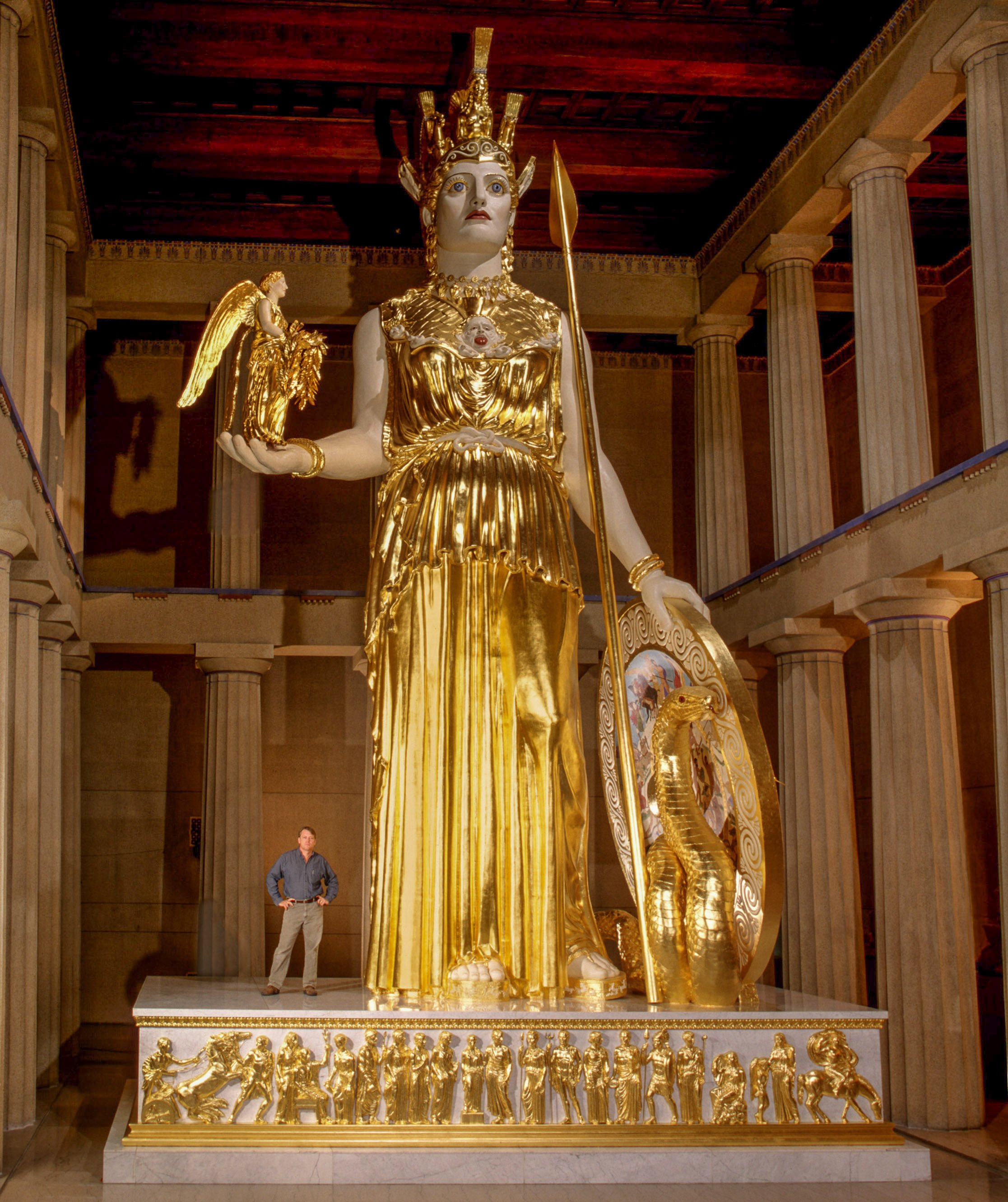
La replica della statua raffigurante Atena Parthenos

Il Partenone di Nashville è una replica a dimensioni reali del Partenone di Atene in Grecia. Fu costruito nel 1897 per l'Esposizione Centennale del Tennessee.
È stato il motto di Nashville, Atene del Sud, a influenzare la scelta di costruire questo monumento come pezzo rappresentativo della Fiera del 1897.
Un gran numero di edifici dell'Esposizione erano basati sugli antichi originali, sebbene solo il Partenone ne fosse una esatta riproduzione. Il Partenone fu anche il solo edificio che fu preservato dalla città.
Costruito originariamente in gesso, legno e mattoni, fu ricostruito in calcestruzzo sulle stesse fondamenta, in un progetto cominciato nel 1920. L'esterno fu terminato nel 1925, mentre l'interno nel 1931.
All'interno è anche presente una statua raffigurante Atena Parthenos alta 13 metri, replica della statua scolpita da Fidia che era presente nel Partenone dell'antica Atene.
Al Partenone di Nashville si svolgono le scene finali del film Nashville (1975) di Robert Altman e una parte del film Percy Jackson e gli dei dell'Olimpo - Il ladro di fulmini (2010).